# Henriqueta de Gonzaga-Nevers
Henriqueta de Gonzaga-Nevers (em francês:  Henriette ou Marie Henriette; Paris, 3 de setembro de 1571 – Paris, 3 de setembro de 1601) foi uma nobre francesa, pertencente ao ramo dos Gonzaga-Nevers da Dinastia Gonzaga.
Era também conhecida por Maria Henriqueta de Nevers ou, simplesmente, por Henriqueta de Nevers.
Henriqueta era a segunda filha nascida do casamento de Luís Gonzaga (1539-1595), Duque de Nevers e de Rethel, e de Henriqueta de Nevers.
Aquando do seu baptismo, o seu padrinho foi o duque Henrique de Anjou que, três anos mais tarde, viria a subir ao trono de França como Henrique III.
Em fevereiro de 1599, ela casa com Henrique de Mayenne, filho de Carlos de Guise, Duque de Mayenne, o chefe da liga católica, membro da Casa de Guise. O seu casamento, que se realiza na sequência das guerras de religião, é um exemplo simbólico de reconciliação na corte entre o partido realista, fiel a Henrique IV, e os antigos membros da liga. 
O casal não teve filhos e Henriqueta vem a morrer no seu Hôtel de Mayenne, em Paris, em 1601, no trigésimo ano de vida.